# Éric Garandeau
Éric Garandeau, né le 6 mars 1973 à Angers est un haut fonctionnaire français, inspecteur des finances. Il est conseiller Culture de Nicolas Sarkozy de 2007 à 2010 et président du CNC (Centre national du cinéma et de l'image animée) du 1er janvier 2011 au 15 juillet 2013. Il est directeur des affaires publiques de TikTok France de septembre 2020 à février 2025 et actuellement résident de la société de conseil Garandeau Consulting.
Depuis novembre 2023, il fait l'objet d'une enquête du Parquet national financier (PNF) pour « favoritisme » et « détournement de fonds publics » en lien avec sa participation à la création du pass culture. En avril 2025, l'enquête judiciaire le concernant est élargie à "prise illégale d'intérêt".

## Biographie

### Début de carrière
Après avoir étudié la musique au Conservatoire national de région d'Angers puis en hypokhâgne classique section musique au lycée Fénelon (Paris) entre 1990 et 1991, il est lauréat de l'Institut d'études politiques de Paris (1991-1994) puis de l'École nationale d'administration (promotion Valmy, 1996-1998).
Il intègre l’Inspection générale des finances en 1998, à la sortie de l’ENA. De 2001 à 2002, il est chef de projet auprès du président du groupe France Télévisions, Marc Tessier, responsable du programme de synergies du Groupe (Synergia).
En 2002, il est nommé conseiller pour la musique, la fiscalité, le mécénat et les industries culturelles auprès de Jean-Jacques Aillagon, ministre de la Culture et de  la Communication. Il rejoint en 2004 le Centre national de la cinématographie comme directeur financier et juridique. 

### Conseiller présidentiel et directeur du CNC
Il est conseiller culturel du président de la République Nicolas Sarkozy entre mai 2007 et décembre 2010. L'autre conseiller culturel du président est Georges-Marc Benamou, dont il récupère les prérogatives sur la culture, l'audiovisuel et le Grand Paris au moment de son départ le 19 mars 2008 (il n'était initialement chargé que de la culture et de la communication).
Il est président du CNC, de 2011 à 2013. Les Inrocks jugent que son bilan est « plutôt flatteur ». 

### Carrière politique
Il s'engage au sein de la campagne de la candidate UMP Nathalie Kosciusko-Morizet lors de l'élection municipale de 2014 à Paris. Il figure en troisième position sur la liste UMP-UDI-MoDem du 11e arrondissement, menée par Christian Saint-Étienne. La liste arrive derrière celle du PS, mais il est élu conseiller d'arrondissement.
En avril 2015, Éric Garandeau se porte candidat à la présidence du groupe France Télévisions. Il se met alors en congé du conseil du 11e arrondissement de Paris. Sa candidature n'est cependant pas retenue par le Conseil supérieur de l'audiovisuel (CSA) pour faire partie des candidats éligibles et c'est Delphine Ernotte qui devient PDG de France Télévisions.

### Consulting
Il crée ensuite une activité de consulting, travaillant pour Kering et le ministère de la Défense,,,,.
Garandeau Consulting intervient sur le pass Culture pour les jeunes. Dès 2019, les rémunérations de dirigeants du Pass Culture sont ainsi critiquées dont celle d'Éric Garandeau, missionné un temps par Françoise Nyssen pour piloter la mise en place du Pass Culture et qui fait intervenir sa société comme sous-traitante du dispositif. Celui-ci travaille à tiers-temps pour la SAS (société par actions simplifiée) Pass culture pour une rémunération de 6 000 euros mensuels. 651 600 euros auraient également été versés, selon Mediapart, à sa société, Garandeau Consulting, entre septembre 2018 et mai 2019,. Après les révélations, Capital annonce le 20 novembre qu'Éric Garandeau a démissionné de Pass Culture. 
En novembre 2023, une enquête pour favoritisme et détournement de fonds publics en lien avec les activités de conseil d'Éric Garandeau est ouverte par le parquet national financier. Des perquisitions sont menées en juin 2024 au ministère de la Culture, à la Direction interministérielle du numérique (Dinum) et au domicile d'Éric Garandeau. L'enquête est confiée à la brigade de répression de la délinquance économique. 
En janvier 2025, l'enquête concernant Eric Garandeau est élargie à la « prise illégale d'intérêts ».
Eric Garandeau intervient aussi à la demande du Maire de Nice pour proposer la renaissance des studios de cinéma La Victorine,,,.

### Directeur des Affaires publiques de TikTok
En septembre 2020, Eric Garandeau est nommé directeur des affaires publiques de TikTok France. Il y développe des partenariats avec la sphère éducative, culturelle et associative, comme la #MissionEmploi. En 2021, il organise le partenariat entre TikTok et le festival de Cannes, incluant une compétition de films courts verticaux: 70 000 films sont envoyés par 44 pays, totalisant plus de 5 milliards de vues,,. En 2024, il est temporairement mis à l'écart de ses fonctions à TikTok France du fait des enquêtes le visant. Il quitte ses fonctions en février 2025.

### Romancier
Éric Garandeau est romancier. Il est l’auteur d’un premier livre : Tapis Rouge, publié aux éditions Albin Michel,. Son deuxième roman, Galerie des Glaces, également publié chez Albin Michel, est présenté à la rentrée littéraire de septembre 2021.

## Décorations
Il est commandeur de l'ordre des Arts et des Lettres et grand officier dans l'ordre de Rio Branco.